# Eva-Ingeborg Scholz
Eva-Ingeborg Scholz (Berlino, 16 febbraio 1928 – Gräfelfing, 21 marzo 2022) è stata un'attrice e doppiatrice tedesca.

## Biografia
Nata a Berlino nel 1928, si avvicina alla recitazione dopo la seconda guerra mondiale grazie all'attrice austriaca Hilde Körber, che le offre lezioni gratuite che Eva alterna al suo lavoro di donna delle pulizie. La prima apparizione sul palcoscenico è al Renaissance Theater di Berlino nell'adattamento di The Voice of the Turtle di John William Van Druten, nel quale riveste la parte della protagonista Sally Middleton. Nel 1948 viene scelta tra 300 candidate per il ruolo principale in 1-2-3 Corona di Hans Müller, al quale seguono film come Un uomo perduto di Peter Lorre (1951) e Il generale del diavolo di Helmut Käutner (1955) con i quali attira l'attenzione della critica.
Negli anni cinquanta compare in una ventina di film diretti da registi come Arthur Maria Rabenalt, Georg Jacoby, Carl Froelich e Gustav Ucicky, alternando l'attività di attrice a quella di doppiatrice. Sua è la voce della protagonista nella versione in lingua tedesca del classico Cenerentola di Walt Disney. A partire dagli anni sessanta si dedica principalmente al teatro e a produzioni televisive, tra cui le serie Tatort, Der Kommissar e L'arca del dottor Bayer.
È stata sposata con lo sceneggiatore George Hurdalek e con l'attore Wilfried Seyferth, dal quale ha avuto una figlia anch'essa attrice, Katharina Seyferth.

## Filmografia

### Cinema
- 1-2-3 Corona, regia di Hans Müller (1948)
- Die Zeit mit dir, regia di George Hurdalek (1948)
- Das Fräulein und der Vagabund, regia di Albert Benitz (1949)
- Stips, regia di Carl Froelich (1951)
- Es geht nicht ohne Gisela, regia di Hans Deppe (1951)
- L'uomo perduto (Der Verlorene), regia di Peter Lorre (1951)
- Die Dubarry, regia di Georg Wildhagen (1951)
- Le banquet des fraudeurs, regia di Henri Storck (1952)
- Pension Schöller, regia di Georg Jacoby (1952)
- Der fröhliche Weinberg, regia di Erich Engel (1952)
- 08/15, regia di Paul May (1954)
- Die Stadt ist voller Geheimnisse, regia di Fritz Kortner (1955)
- Il generale del diavolo (Des Teufels General), regia di Helmut Käutner (1955)
- Ball im Savoy, regia di Paul Martin (1955)
- La strana guerra del sottufficiale Asch (08/15 - Zweiter Teil), regia di Paul May (1955)
- I banditi dell'autostrada (Banditen der Autobahn), regia di Géza von Cziffra (1955)
- Unternehmen Schlafsack, regia di Arthur Maria Rabenalt (1955)
- Urlaub auf Ehrenwort, regia di Wolfgang Liebeneiner (1955)
- Alibi, regia di Alfred Weidenmann (1955)

- Donne all'inferno (Blitzmädels an die Front), regia di Werner Klingler (1958)
- Das Mädchen vom Moorhof, regia di Gustav Ucicky (1958)
- Liebe, Luft und lauter Lügen, regia di Peter Beauvais (1959)
- Accadde a Vienna (Das große Wunschkonzert), regia di Arthur Maria Rabenalt (1960)
- Ich kann nicht länger schweigen, regia di Wolfgang Bellenbaum (1962)
- Edgar Wallace e l'abate nero (Der schwarze Abt), regia di Franz Josef Gottlieb (1963)
- Emil e i detectives (Emil and the Detectives), regia di Peter Tewksbury (1964)
- Eine Frau sucht Liebe, regia di Robert Azderball (1969)
- Spielst Du mit schrägen Vögeln, regia di Gustav Ehmck (1969)
- Il soldato americano (Der amerikanische Soldat), regia di Rainer Werner Fassbinder (1970)
- Heiß und kalt, regia di Gustav Ehmck (1972)
- Doktor Faustus, regia di Franz Seitz (1982)
- Rossini, regia di Helmut Dietl (1997)
- Die Apothekerin, regia di Rainer Kaufmann (1997)
- Südsee, eigene Insel, regia di Thomas Bahmann (1999)
- Alles inklusive, regia di Doris Dörrie (2014)
- Benvenuto in Germania! (Willkommen bei den Hartmanns), regia di Simon Verhoeven (2016)

### Televisione

#### Film Tv
- Regen und Wind, regia di Peter Beauvais (1956)
- Die Gaunerkomödie, regia di Dieter Finnern (1960)
- Ich rufe Dresden, regia di Curt Goetz-Pflug (1960)
- Der Hauptmann von Köpenick, regia di Rainer Wolffhardt (1960)
- Streife 4 meldet..., regia di Curt Goetz-Pflug (1961)
- Annoncentheater - Ein Abendprogramm des deutschen Fernsehens im Jahre 1776, regia di Helmut Käutner (1962)
- Der Mann im Fahrstuhl, regia di Horst Löbe (1962) - Cortometraggio
- Hedda Gabler, regia di Paul Hoffmann (1963)
- Anneliese ruft Krokodil, regia di Karl Heinz Deickert (1967)
- Eine Rechnung, die nicht aufgeht, regia di Thomas Fantl (1969) - Cortometraggio
- Geliebtes Scheusal, regia di Jürgen Goslar (1972)
- Tristan, regia di Herbert Ballmann (1975)
- Madame Princesse, regia di Heribert Wenk e Horst Keitel (1975)
- Auf den Hund gekommen, regia di Rosemarie Fendel (1978)

- Schönes Weekend, Mr. Bennett, regia di Heinz Wilhelm Schwarz (1980)
- Berlin Tunnel 21, regia di Richard Michaels (1981)
- Und ab geht die Post, regia di Georg Tressler (1981)
- Ab in den Süden, regia di Wilfried Dotzel (1982)
- Der Jagerloisl, regia di Stephan Rinser (1982)
- Sorry, regia di Thomas Engel (1983)
- Eine andere Frau, regia di Marco Serafini (1985)
- Evelyn und die Männer oder 'Wie Hund und Katz', regia di Rolf von Sydow (1987)
- Brausepulver - Berta und die Stürmer, regia di Thomas Draeger (1989)
- Comeback für Freddy Baker, regia di Matti Geschonneck (1999)
- Stimme des Herzens, regia di Dieter Kehler (2000)
- 1000 Meilen für die Liebe, regia di Peter Deutsch (2001)
- Der Herr der Wüste, regia di Vivian Naefe (2003)
- Das Bernstein-Amulett, regia di Gabi Kubach (2004)

#### Serie Tv
- Tatort (1973-2017) - 3 episodi
- Es ist soweit, regia di Hans Quest (1960) - Miniserie
- Die fünfte Kolonne (1963-1965) - 2 episodi
- Gewagtes Spiel (1965) - 1 episodio
- Verräter (1967) - 3 episodi
- Der Kommissar (1969-1975) - 5 episodi
- Gestern gelesen (1973) - 1 episodio
- Gesucht wird... (1976) - 1 episodio
- Hungária kávéház (1977) - 1 episodio
- Drei sind einer zuviel (1977) - 4 episodi
- Il commissario Köster (1978-1980) - 2 episodi
- Der ganz normale Wahnsinn (1979-1980) - 2 episodi
- L'ispettore Derrick (1980-1981) - 2 episodi
- Polizeiinspektion 1 (1981) - 1 episodio
- St. Pauli-Landungsbrücken (1982) - 1 episodio
- Unheimliche Geschichten (1982) - 1 episodio
- Un caso per due (1982) - 1 episodio
- Kontakt bitte... (1983)
- Nordlichter: Geschichten zwischen Watt und Wellen (1983) - 1 episodio

- Helga und die Nordlichter (1984) - 2 episodi
- L'arca del dottor Bayer (1985) - 2 episodi
- Rette mich, wer kann (1986) - 1 episodio
- Wunschpartner (1987)
- Schwarz Rot Gold (1988) - 1 episodio
- Kasse bitte! (1988)
- Soko 5113 (1989) - 1 episodio
- Die Männer vom K3 (1989) - 1 episodio
- Jolly Joker (1991)
- Zwei Schlitzohren in Antalya (1991)
- Felix und 2x Kuckuck (1992)
- Auf eigene Gefahr (1993-1996) - 8 episodi
- Zwischen Tag und Nacht (1995)
- Der Mond scheint auch für Untermieter (1995)
- Heimatgeschichten (1998) - 1 episodio
- Rosamunde Pilcher (1998-2002) - 2 episodi
- Squadra Speciale Stoccarda (2010) - 1 episodio
- München 7 (2014) - 1 episodio

### Doppiaggio

#### Film
- Elsa Lanchester in L'arte e gli amori di Rembrandt, regia di Alexander Korda (1936)
- Gisela Werbisek in L'uomo meraviglia, regia di H. Bruce Humberstone (1945)
- Gladys Cooper in Felicità proibita, regia di Maurice Elvey (1946)
- Pauline Stroud in Nuda ma non troppo, regia di Frank Launder (1951)
- Myrna Fahey in I vivi e i morti, regia di Roger Corman (1960)
- Mirella Martin in Yankee, regia di Tinto Brass (1966)
- Sossen Krohg in Le 10 vite del gatto Titanic, regia di Grethe Bøe-Waal (2007)

#### Film d'animazione
- Cenerentola in Cenerentola, regia di Wilfred Jackson, Hamilton Luske e Clyde Geronimi (1950)
- La sorella di Alice in Alice nel Paese delle Meraviglie, regia di Wilfred Jackson, Hamilton Luske e Clyde Geronimi (1951)

#### Serie Tv
- Ruth Trouncer in Poldark (1º, 4º e 11º episodio, 1ª stagione, 1975)
- Lillian Lehman in Sposati... con figli (episodio I'll See You in Court, 3ª stagione, 1994) - Trasmesso il 18 giugno 2002
- Paddi Edwards in Sposati... con figli (episodio Valentine's Day Massacre, 8ª stagione, 1994)
- Connie Sawyer in Quell'uragano di papà (episodio 'Twas The Flight Before Christmas, 5ª stagione, 1995)

#### Cartoni animati
- Agar l'ambasciatore in Nils Holgersson (1980-1981)
- Addetta alla reception in I Simpson (episodio Sola, senza amore, 1ª stagione, 1990)

## Doppiatrici italiane
Nelle versioni in italiano dei suoi film, Eva-Ingeborg Scholz è stata doppiata da: 
- Renata Marini in Il generale del diavolo